# Nekrolog 1352
Nekrolog
◄◄
| ◄
| 1348
| 1349
| 1350
| 1351
| 1352 | 1353 | 1354 | 1355 | 1356 | ► | ►►
Weitere Ereignisse | Allgemeiner Nekrolog 1352
Die Beschreibung der verstorbenen Person sollte so kurz wie möglich gehalten sein und nur deren signifikante Tätigkeit(en) enthalten.
Neue Namen ggf. auch unter dem Geburts- und Sterbedatum, also etwa unter 1. Januar und im Geburts- und Sterbejahr (2024) eintragen (nur bei entsprechender großer Wichtigkeit). Für Beispiele siehe die schon vorhandenen Artikel.
Außerdem über die fünf zuletzt Verstorbenen, zu denen es einen ausreichend guten Artikel für eine Präsentation auf der Hauptseite gibt, nach der todesbedingten Überarbeitung der Artikel ggf. auch unter Wikipedia Diskussion:Hauptseite informieren und sie am besten auch in den anderen Wikipedia-Sprachversionen eintragen. Tipp: Regelmäßig bei news.google.de nach „ist tot“, „gestorben“ oder „verstorben“ suchen.
Wenn eine Person gestorben ist, gibt es viele Seiten zu dieser Person in der Wikipedia, die davon auch betroffen sind und entsprechend aktualisiert werden müssen. Beispiele: Namenübersichtsseite, Geburtsjahr, Geburtsort-Seiten und viele mehr.
Wie finde ich die betroffenen Seiten?
Im Suchfeld auf der linken Seite gibt man den Suchbegriff so ein: „Vorname Nachname“. Dann klickt man auf Volltext und alle Seiten mit entsprechendem Suchtext werden aufgerufen. Hier sieht man dann schnell, wo auch das Todesjahr Sinn macht oder sogar ein Teil des Artikels angepasst werden muss. Auch hilft das „Werkzeug“ auf der linken Seite sehr gut, um solche Seiten aufzufinden: „Links auf diese Seite“. Somit ist die Wikipedia wieder aktuell in allen Bereichen! Hinweis: bei Eintragung der Kategorie „Gestorben JAHR“ wird der Missbrauchsfilter 49 ausgelöst, was jedoch nicht schlimm ist. Siehe: Spezial:Missbrauchsfilter/49
Dies ist eine Liste von im Jahr 1352 verstorbenen bekannten Persönlichkeiten. Die Einträge erfolgen innerhalb der einzelnen Daten alphabetisch sortiert. Tiere sind im Nekrolog für Tiere zu finden.

## Februar
| Tag         | Name                        | Beruf, bekannt als                                   | Alter | Beleg |
| ----------- | --------------------------- | ---------------------------------------------------- | ----- | ----- |
| 3. Februar  | Bertrand du Pouget          | Kardinal                                             |       |       |
| 23. Februar | Chungjeong Wang             | 30. König des Goryeo-Reiches und der Goryeo-Dynastie | 14    |       |
| 26. Februar | Henry Percy, 2. Baron Percy | englischer Magnat und Militär                        |       |       |

## März
| Tag      | Name               | Beruf, bekannt als          | Alter | Beleg |
| -------- | ------------------ | --------------------------- | ----- | ----- |
| 20. März | Obizzo III. d’Este | Herr von Ferrara und Modena | 57    |       |
| März     | Ashikaga Tadayoshi | japanischer General         |       |       |

## April
| Tag       | Name                          | Beruf, bekannt als            | Alter | Beleg |
| --------- | ----------------------------- | ----------------------------- | ----- | ----- |
| 13. April | Apetzko Deyn von Frankenstein | Bischof von Lebus             |       |       |
| 21. April | Boleslaw III.                 | Herzog von Liegnitz und Brieg | 60    |       |

## Mai
| Tag     | Name                             | Beruf, bekannt als                                                       | Alter | Beleg |
| ------- | -------------------------------- | ------------------------------------------------------------------------ | ----- | ----- |
| 19. Mai | Elisabeth von Habsburg           | Habsburger, Herzogin von Lothringen                                      |       |       |
| 25. Mai | Ludolf von Spiegel zum Desenberg | Sohn von Gerhard II. von Spiegel zum Desenberg und Agnes von Schönenberg |       |       |

## Juni
| Tag      | Name                    | Beruf, bekannt als        | Alter | Beleg |
| -------- | ----------------------- | ------------------------- | ----- | ----- |
| 16. Juni | Guidoriccio da Fogliano | italienischer Condottiere |       |       |

## Juli
| Tag      | Name           | Beruf, bekannt als                                                         | Alter | Beleg |
| -------- | -------------- | -------------------------------------------------------------------------- | ----- | ----- |
| 19. Juli | William Zouche | englischer Lordsiegelbewahrer, Lord High Treasurer und Erzbischof von York |       |       |

## August
| Tag        | Name             | Beruf, bekannt als                       | Alter | Beleg |
| ---------- | ---------------- | ---------------------------------------- | ----- | ----- |
| 14. August | Guy II. de Nesle | Herr von Mello, Marschall von Frankreich |       |       |
| 19. August | Otto III.        | Fürst von Lüneburg                       |       |       |
| 28. August | Johann III.      | Herr zu Werle-Goldberg (1316–1352)       |       |       |

## September
| Tag           | Name                    | Beruf, bekannt als                                                | Alter | Beleg |
| ------------- | ----------------------- | ----------------------------------------------------------------- | ----- | ----- |
| 13. September | Alberto II. della Scala | Herr von Verona, Mitregent seines Onkels Cangrande I. della Scala |       |       |

## Oktober
| Tag         | Name             | Beruf, bekannt als                           | Alter | Beleg |
| ----------- | ---------------- | -------------------------------------------- | ----- | ----- |
| 15. Oktober | Gilles Li Muisis | französischer Benediktiner, Abt und Chronist |       |       |

## November
| Tag          | Name                  | Beruf, bekannt als                                  | Alter | Beleg |
| ------------ | --------------------- | --------------------------------------------------- | ----- | ----- |
| 11. November | Agnes von Wittelsbach | Nonne                                               |       |       |
| 11. November | Seifrit               | Verfasser eines mittelhochdeutschen Alexanderromans |       |       |
| 23. November | John Kirkby           | englischer Geistlicher, Bischof von Carlisle        |       |       |

## Dezember
| Tag                 | Name                            | Beruf, bekannt als  | Alter | Beleg |
| ------------------- | ------------------------------- | ------------------- | ----- | ----- |
| vor dem 3. Dezember | William de Ros, 3. Baron de Ros | englischer Adliger  | 23    |       |
| 6. Dezember         | Clemens VI.                     | Papst (1342–1352)   |       |       |
| 21. Dezember        | Friedrich I. von Hohenlohe      | Bischof von Bamberg |       |       |

## Datum unbekannt
| Tag | Name                                           | Beruf, bekannt als                                           | Alter | Beleg |
| --- | ---------------------------------------------- | ------------------------------------------------------------ | ----- | ----- |
|     | Basarab I.                                     | Herrscher der Walachei                                       |       |       |
|     | Matthias von Arras                             | französischer Architekt und Baumeister, der in Böhmen wirkte |       |       |
|     | Robert III. von Virneburg                      | Graf von Virneburg und Marschall von Westfalen               |       |       |
|     | Rudolf II.                                     | Markgraf von Hachberg-Sausenberg                             |       |       |
|     | Wladislaus                                     | Herzog von Beuthen und Cosel                                 |       |       |
|     | Wladislaus                                     | Herzog von Liegnitz                                          |       |       |
|     | William Zouche, 1. Baron Zouche of Haryngworth | englischer Adliger                                           |       |       |